# Nagybossány
Nagybossány (szlovákul Veľké Bošany)  Bossány településrésze, egykor önálló falu Szlovákiában, a Trencséni kerületben, a Simonyi járásban.

## Fekvése
Simonytól 10 km-re délnyugatra, a Nyitra bal partján fekszik.

## Története
1183-ban Bossa néven említik először. Neve a régi magyar Bosjan személynévből való (Basman vezér a hispániai hadjáratban szerepelt). Szlovák vélemények szerint viszont a szláv Boš személynévből származik, melynek előzménye a Bohuš és Bohumír személynév. A Bossányi család ősi fészke. Nagybossány neve 1411-ben bukkan fel először Nogbassan' néven, miután a birtokot a család tagjai között felosztották.
Vályi András szerint "Kis Bosán. Tót falu Nyitra Vármegyében, birtokosi Bossányi, és más Urak, fekszik Nagy Tapolcsántól három fertály órányira, lakosai katolikusok. Határja középszerű, tulajdonságai hasonlítanak Nedanótz faluéhoz, második Osztálybéli. Nagy Bosán. Tót falu, az előbbeninek szomszédságában, birtokosai Bossányi, és Rudnay Urak, lakosai katolikusok. Határja, is vagyonnyai is ollyanok mint az előbbeni falunak, második Osztálybéli."
Fényes Elek szerint "Bosány (Kis- és Nagy), két tót falu, Nyitra vmgyében, a Nyitra vize mellett: az első 163 kath., 17 zsidó lak; – a második 833 kath., 4 ev., 137 zsidó lak., k. paroch. templommal, malommal és kövér rétekkel. F. u. Bosányi. Ut. p. N. Tapolcsán."
A trianoni békeszerződésig Nyitra vármegye Nyitrazsámbokréti járásához tartozott.

## Népessége
1910-ben 1543, többségben szlovák lakosa volt, jelentős magyar kisebbséggel.
2001-ben Bossány 4308 lakosából 4257 szlovák volt.

## Nevezetességei
- Az egykori Bossányi-várkastély a 16. században épült, a 17. században megújították, majd 1776-ban új barokk kastély épült helyette, de mivel a régit is végig lakták, ma is épen áll.

## Külső hivatkozások
- Községinfó
- Bossány Szlovákia térképén
- Travelatlas.sk
- A bossányi kastély (szlovákul) Archiválva 2006. július 15-i dátummal a Wayback Machine-ben